# Agromyza rubiginosa
Agromyza rubiginosa är en tvåvingeart som beskrevs av Griffiths 1955. Agromyza rubiginosa ingår i släktet Agromyza och familjen minerarflugor. Inga underarter finns listade i Catalogue of Life.